# George Ticknor
George Ticknor, född 1 augusti 1791 i Boston, död där 26 januari 1871, var en amerikansk litteraturhistoriker. 
Ticknor blev advokat 1813, men drogs alltmer till litteraturen och gjorde 1815–19 en studieresa till mellersta och södra Europa, varunder han studerade två år i Göttingen. Han var 1820–1835 professor i franska och italienska litteraturerna vid Harvard University samt gjorde genom sina föreläsningar den moderna litteraturens stormän kända i USA, där man tidigare ensidigt hållit sig till antikens författare. Åren 1835–1838 reste han ånyo i Europa. 
Ticknors History of Spanish Literature (tre band, 1849; utgivet i flera upplagor och på många språk) är ett klassiskt arbete inom den spanska litteraturhistorien och på samma gång en historia över Spaniens civilisation. Vidare skrev han biografier över Gilbert du Motier, markis av Lafayette (1825), och William Hickling Prescott (1864). Ticknor skänkte sin sällsynt rika boksamling till staden Bostons bibliotek.